# Yoshino (Nara)

Yoshino (吉野町, , Yoshino-cho) é uma cidade localizada no Distrito de Yoshino , Nara , Japão .
Em 1 º de setembro de 2007, a cidade teve uma estimativa de população de 9397 e uma densidade de 97,93 pessoas por km ². A área total foi de 95,65 km ².

## Geografia
Localizado na porção norte do Distrito de Yoshino , a maioria da cidade é coberta por montanhas. No entanto, existem lugares ao longo do rio Yoshino que são bem mais planas do que as outras áreas, onde existem muitas estradas, trilhos de trem e casas.
Para adeptos de [[Shugendō] , Yoshino é o início da tradicional peregrinação pela trilha do Monte Omine, no entanto, muitos caminhantes preferem começar sua caminhada a partir da Vila Tenkawa no Distrito de Dorogawa .
O Monte Yoshino é famoso pelas milhares de árvores sakura. Esta espécie de árvore com lindas flores foram plantadas em quatro bosques em diferentes altitudes, desta forma as famosas árvores famosas entram em floração em épocas diferentes da primavera. Uma contabilização de 1714 explicava que, durante a subida ao topo do monte, os viajantes seriam capazes de desfrutar os de 1.000 cerejeiras menores na base, no meio do caminho mais 1000, na parte superior mais 1000 em direção ao topo, e mais 1000 no recinto interior do Santuário Yoshino-Mikumari .